# John Weider
John Weider (21 de abril de 1947) es un músico de rock británico que toca la guitarra, el bajo y el violín. Es conocido por ser el guitarrista de Eric Burdon and The Animals de 1966 a 1968. También fue el bajista de Family de 1969 a 1971.

## Biografía

### Carrera inicial
De adolescente, Weider se unió inicialmente al Steve Laine Combo. El Combo tocaba R&B en lugares como The Flamingo Club en el Soho con gente como Georgie Fame. Weider dejó a Steve Laine cuando ese grupo se fue a Europa para convertirse en los Liverpool Five. Más tarde tocó junto a Steve Marriott en una banda llamada Steve Marriott and the Moments. Luego pasó a sustituir a Mick Green como guitarrista principal en Johnny Kidd & the Pirates.
En agosto de 1965, Weider fue el primero de una sucesión de guitarristas que sustituyeron a Eric Clapton en John Mayall & the Bluesbreakers. A continuación, formó parte de Jimmy Winston & The Reflections, con quienes grabó dos sencillos.

### Eric Burdon and The Animals
En 1966, Eric Burdon, líder de The Animals, formó una nueva alineación de Animals cuando el grupo original, con la excepción del baterista Barry Jenkins, dejó de trabajar con Burdon. El nuevo grupo, llamado de diversas maneras "Eric Burdon and the New Animals" o "Eric Burdon and the Animals", incluía a Weider en la guitarra y el violín. El primer álbum del nuevo grupo fue Winds of Change, de 1967, en el que los Animals abandonaban su antiguo sonido de blues y se volvían psicodélicos. Weider permaneció con el grupo hasta su disolución en diciembre de 1968, grabando The Twain Shall Meet, Every One of Us y Love Is, este último un álbum de rock psicodélico basado en el soul. Después de que el bajista Danny McCulloch y el guitarrista Vic Briggs fueran despedidos del grupo a mediados de 1968, Weider y el nuevo guitarrista Andy Summers (más tarde de The Police) alternaron la guitarra y el bajo durante los conciertos de la banda.

### Family
En 1969, Weider estaba en California tocando en un grupo llamado Stonehenge, cuyos miembros formarían más tarde Crabby Appleton, cuando Ric Grech dejó abruptamente Family para unirse a Eric Clapton, Steve Winwood y Ginger Baker en el nuevo "supergrupo" Blind Faith durante la primera gira de Family por Estados Unidos y la banda necesitaba un nuevo bajista inmediatamente. Así, Weider sustituyó a Grech en Family. Al igual que Grech, era tanto bajista como violinista, y muchas de las canciones de Family incorporaban el violín en sus arreglos. Weider se incorporó a mitad de la gira, que terminó prematuramente debido a los problemas de visado del vocalista Roger Chapman, y a una pelea con el promotor de rock/dueño de la sala, Bill Graham, que dificultó las visitas de regreso a los Estados Unidos.
El sencillo "No Mule's Fool", el primer single de Family con Weider como miembro de la banda, llevó al grupo en una dirección de country rock. Weider aparece en los dos álbumes de Family de 1970, A Song for Me y Anyway, publicados con diez meses de diferencia. Dejó la banda en el verano de 1971.

### Carrera posterior
Weider se unió más tarde a Stud, un grupo que contaba con el guitarrista y bajista Jim Cregan, que se convertiría en el bajista definitivo de Family en 1972. La banda también incluía la sección rítmica de John Wilson y Richard McCracken de Taste, el power trío anterior a Rory Gallagher. Weider actuó como multiinstrumentista en Stud, tocando la guitarra, el bajo, el piano, el violín y el chelo. Tras la disolución de Stud, Weider realizó algunos trabajos de sesión y publicó su primer álbum en solitario en 1976. A mediados de la década de 1970, también fue miembro de la banda Moonrider con Keith West. En 1979, apareció en el álbum de Gulliver "Ridin' the Wind".
Los álbumes más recientes de Weider están más relacionados con la música New Age.